# Jefferson P. Kidder

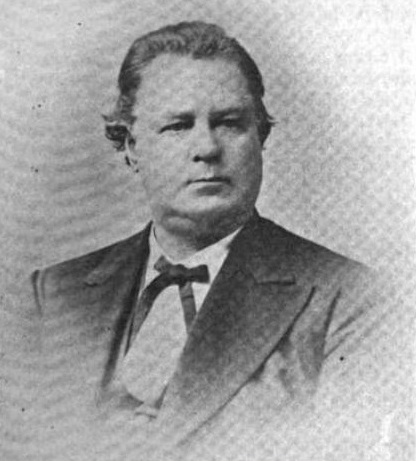
Jefferson P. Kidder

Jefferson Parish Kidder (* 4. Juni 1815 in Braintree, Orange County, Vermont; † 2. Oktober 1883 in St. Paul, Minnesota) war ein US-amerikanischer Politiker. Zwischen 1875 und 1879 vertrat er als Delegierter das Dakota-Territorium im US-Repräsentantenhaus.

## Frühe Jahre und politischer Aufstieg
Jefferson Kidder besuchte die öffentlichen Schulen seiner Heimat und danach die Norwich Military Academy in Northfield. Anschließend arbeitete er in der Landwirtschaft und als Lehrer. Nach einem Jurastudium wurde Kidder 1839 als Rechtsanwalt zugelassen. Daraufhin begann er in Braintree und West Randolph in seinem neuen Beruf zu arbeiten.
Kidder war zunächst Mitglied der Demokratischen Partei. Im Jahr 1843 war er Mitglied einer Kommission zur Überarbeitung der Staatsverfassung von Vermont. Von 1843 bis 1847 war er Staatsanwalt und von 1847 bis 1848 Mitglied des Senats von Vermont. Danach amtierte er zwischen 1853 und 1854 als Vizegouverneur des Staates. Im Jahr 1856 war Jefferson Kidder Delegierter zur Democratic National Convention, auf der James Buchanan als Präsidentschaftskandidat der Partei nominiert wurde. Im Jahr 1857 zog er nach St. Paul in Minnesota und drei Jahre später wechselte er zu den Republikanern. Von 1863 bis 1864 war er Abgeordneter im Repräsentantenhaus von Minnesota. Am 23. Februar 1865 wurde Jefferson Kidder von Präsident Abraham Lincoln zu einem Richter am Obersten Gerichtshof im Dakota-Territorium ernannt. Aus diesem Grund zog er nach Vermillion im heutigen South Dakota. Kidder behielt sein Richteramt bis zum 24. Februar 1875.

## Aufstieg in den Kongress und weiterer Lebenslauf
Bei den Kongresswahlen des Jahres 1874 war er als Nachfolger von Moses K. Armstrong zum Delegierten des Dakota-Territoriums im US-Repräsentantenhaus gewählt worden. Nach einer Wiederwahl im Jahr 1876 konnte er dieses Mandat zwischen dem 4. März 1875 und dem 3. März 1879 ausüben. Als Delegierter hatte er allerdings kein Stimmrecht im Kongress. Für die Kongresswahlen des Jahres 1878 wurde er von seiner Partei nicht mehr nominiert. Daher ging sein Sitz in der folgenden Legislaturperiode an Granville G. Bennett. Nach seinem Ausscheiden aus dem Kongress wurde Kidder von Präsident Rutherford B. Hayes erneut als Richter an den Obersten Gerichtshof des Dakota-Territoriums berufen. Dieses Amt übte er bis zu seinem Tod im Jahr 1883 aus.